# Las Pomas Nuevas
Las Pomas Nuevas är en ort i Mexiko.   Den ligger i kommunen Abasolo och delstaten Guanajuato, i den centrala delen av landet, 280 km väster om huvudstaden Mexico City. Las Pomas Nuevas ligger 1 703 meter över havet och antalet invånare är 360.
Terrängen runt Las Pomas Nuevas är platt västerut, men österut är den kuperad. Runt Las Pomas Nuevas är det ganska tätbefolkat, med 124 invånare per kvadratkilometer. Närmaste större samhälle är Pénjamo, 16,2 km nordväst om Las Pomas Nuevas. Trakten runt Las Pomas Nuevas består till största delen av jordbruksmark.